# Велко Иванов
Велко Иванов Георгиев, с партизански псевдоним Боян, е деец на комунистическия Работнически младежки съюз и член на Партизанска бригада „Георги Бенковски“.
Роден е на 17 април 1922 г. в село Макреш и произхожда от бедно селско семейство. Баща му е убит през 1923 г. като участник в Септемврийското въстание. Прогимназиално образование завършва в училището в родното си село. От 1937 г. става член на РМС. Работи активно в ремсистката организация и изпълнява възложените му задачи. След нападението на Германия над Съветския съюз Велко още по-активно се включва в комунистическата борба срещу политическия режим. Става ятак и осведомител на партизаните. През 1942 г. е арестуван и конвоиран в полицията в Кула. Заради тази му дейност като член на РК на РМС е осъден на 18 месеца затвор. След като излежава присъдата, веднага се свързва с отряд „Г. Бенковски“ и става партизанин. В отряда изпълнява длъжността помощник-домакин.
Загива на 17 януари 1944 година в бой с полиция и ловна дружина в местността Вълчешки дол край Макреш.